# M/S Aspö III
Aspö III, färja 315, är en av Trafikverket Färjerederiets färjor. Den är reservfärja på Aspöleden för de ordinarie färjorna M/S Aspö II och M/S Yxlan.